# Scordisci

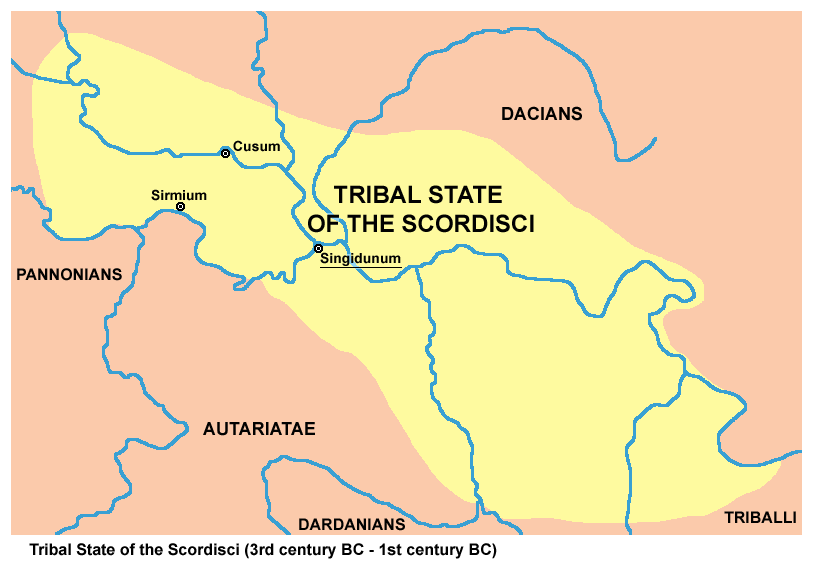

De Scordisci vormden een Keltische stam die het gebied van voormalig Joegoslavië bewoonde. In de antieke literatuur duiken ze het eerst op bij Strabo. Volgens Justinus vormden zij een afgesplitste groep van de troepen die Brennus had verzameld, die naar het zuiden was doorgetrokken maar zich ten slotte aan de samenvloeiing van de Sava en de Donau vestigde.
Archeologisch zijn Keltische invloeden in het gebied vastgesteld vanaf ongeveer 300 v.Chr.

## Naam
De naam van deze stam is waarschijnlijk afgeleid van Scardus mons, een heuvel in de Balkan. Het gebied waarmee Justinus en Pompeius Trogus de Scordisci associëren moest volgens Strabo hun land van herkomst zijn, omdat deze stam volgens hem tussen de Thraciërs en de Illyriërs leefde, en de belangrijkste stam van het noordelijk deel van het schiereiland was. De historische bronnen vermelden bewegingen naar het oosten toe gedurende de 3e eeuw v.Chr.
Volgens Kruta e.a. zouden in de tweede helft van deze eeuw de Bastarnae zijn verschenen, die de volgende eeuwen in de streek van het lagere Donaugebied en Moldavië een belangrijke rol zouden spelen.

## Geschiedenis

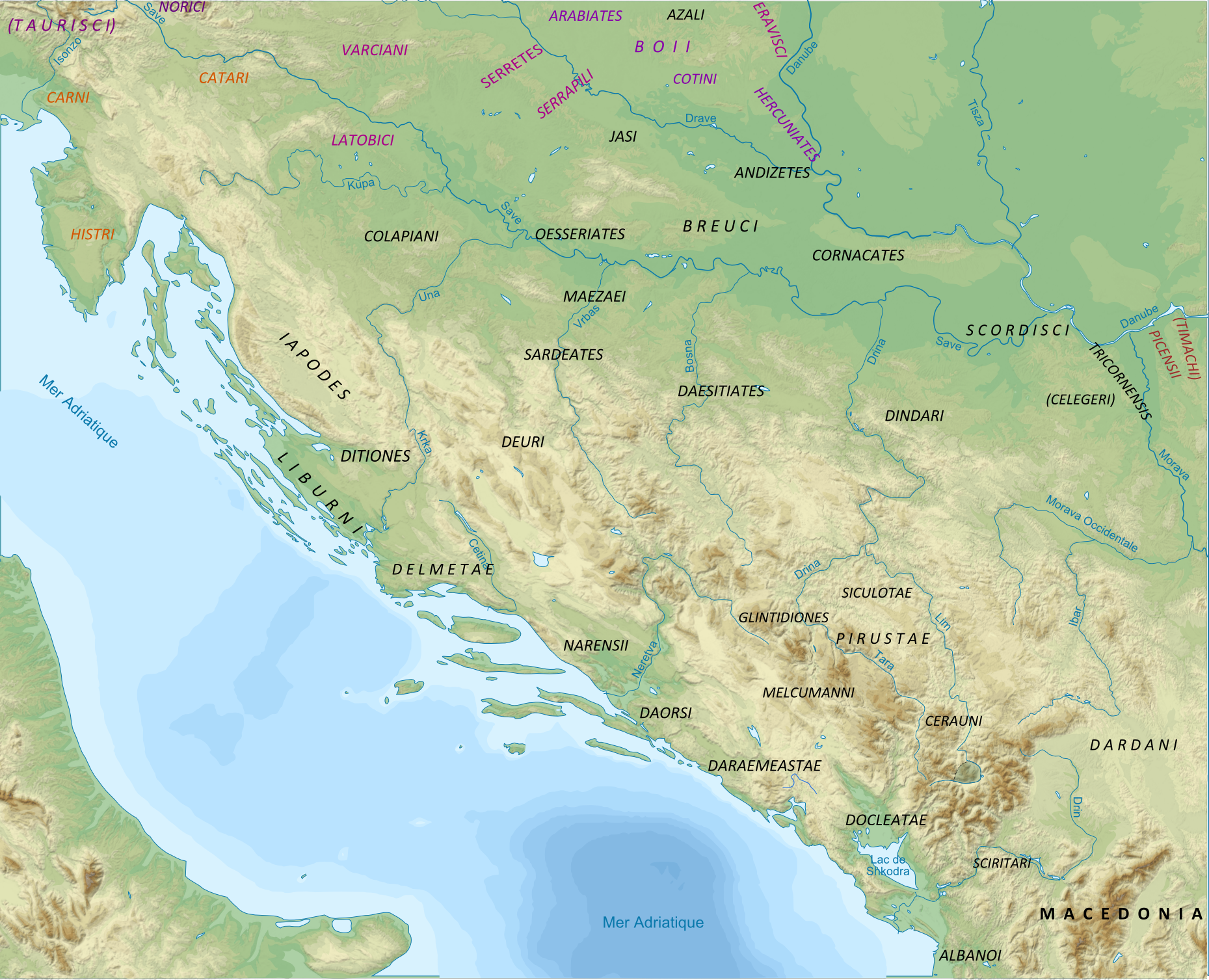
Keltische stammen in het Balkangebied, ca. 50 v.Chr.

In 335 v.Chr. trok aldus Strabo en Arrianus een groep Keltische afgezanten naar Alexander de Grote ergens nabij de Donau waar hij de Balkanstammen bezocht. Ze werden er vriendelijk door hem ontvangen. Het is niet duidelijk of dit al Scordisci waren. In de helft van de 4e eeuw v.Chr. vertrokken Keltische krijgers vanuit het bassin van de Karpaten en volgden de Donauvallei zuidwaarts. De archeologie treft dan ook in Pannonië rijke krijgersgraven aan, daterend uit het eind van die eeuw, bij Kostalac (Pecine). Tegen het begin van de 3e eeuw v.Chr. trokken de Kelten op veldtocht door Macedonië en Griekenland.
Zij plunderden Delphi in 279 v.Chr., maar leden daar een nederlaag. Hun divisies verspreidden zich vervolgens. Een deel van hen trok naar Asia Minor en dat werden de Galaten, een ander deel trok naar Thracië en een derde deel keerde langs de Donau terug onder leiding van Bathanatos en vestigde zich aan de samenvloeiing van deze rivier met de Sava ten oosten van Sirmium. Dit waren de Scordisci. Nabij Belgrado (Singidunum) legden ze een oppidum aan. De Scordisci legden geen murus Gallicus rond hun oppidums zoals andere Kelten meestal deden, maar wel een aarden wal met palissaden en een gracht. Bij het beleg van Transdanubië speelden ze een rol. Strabo maakt onderscheid tussen de Grote Scordisci en de Kleine Scordisci, die zich daar met de autochtone bevolking van Illyriërs en Daciërs vermengden. Dit wordt ook archeologisch bevestigd.
De Scordisci leefden aan de Zuidoost grens van de Keltische wereld, op de grens met de Helleense en later de Romeinse beschaving. Hun gebied viel ook nog samen met dat van Balkanstammen. Intern kenden ze dan ook geen stabiel sedentair bestaan.
In 148 v.Chr. werd het gebied van de Scordisci een Romeinse provincie.
De Germaanse Cimbren, Teutonen en Ambronen trokken in 113 v.Chr. tijdens hun emigratie het gebied van de Scordisci door en zorgden voor vernieling.
Doordat deze stammen vaak Macedonië aanvielen, leefden de Scordisci lang in conflict met het Romeinse Rijk. Tegen de overgang van de 2e naar de 1e eeuw v.Chr. begonnen verschillende Romeinse gouverneurs veldslagen tegen de Scordisci. In 141 v.Chr. voerden de Romeinen vruchteloos veldslag tegen hen. Pas tegen het jaar 12 v.Chr. hebben ze zich blijkbaar aan het Romeins gezag onderworpen, waardoor zij een beperkte autonomie genoten.

## Cultuur
Bij de Scordisci betrof het mogelijk niet een enkele zuiver Keltische stam. Dit blijkt onder andere uit opgravingen die voor Keltisch gebied atypische vestigings- en huisvormen aan het licht brachten. In de 2e eeuw v.Chr. (midden in de La Tène-periode) lijkt de Keltische invloed het sterkst vertegenwoordigd bij de Scordisci. Men ontdekte bij opgravingen echter, tussen Illyrische, ook voorwerpen en wapens van Oud-Griekse origine. Er was hoe dan ook al vroeg handelsuitwisseling met de Grieken. Een eeuw later schijnt in ieder geval de Illyrische culturele invloed opmerkelijk toegenomen, te oordelen naar de resultaten van opgravingen.